# Lo zoo di Venere
(Dai dialoghi del film)
Lo zoo di Venere (A Zed & Two Noughts) è un film del 1985 diretto da Peter Greenaway.

## Trama
Due etologi, Oswald e Oliver Deuce, fratelli gemelli (e siamesi separati), perdono in un bizzarro incidente d'auto con un cigno entrambe le mogli. Questo tragico evento non fa che aggravare la loro ossessione per la decomposizione animale.
I due cominciano a frequentare Alba, che nello stesso incidente ha perso una gamba, e instaurano con lei una bizzarra relazione a tre, complicata ulteriormente dall'inquietante Van Megeeren, il chirurgo che l'ha amputata.
Dopo aver perso anche l'altra gamba e aver dato alla luce due gemelli, di cui "il" padre sono i fratelli Deuce, Alba si lascia morire. Non potendo utilizzare il suo corpo per le proprie ricerche, i fratelli infine decidono di diventarne loro stessi le cavie finali.

## Produzione

### Ispirazione
Tra le diverse fonti di ispirazione del film, lo stesso Greenaway ne individua tre ben precise:
- un filmato della decomposizione velocizzata di un topo (nel film Greenaway mostra più di un filmato del genere, partendo da quella di un frutto, passando per quella di alcuni gamberi fino ad arrivare a quella di una zebra);
- una scimmia, nello zoo di Rotterdam, priva di una zampa (amputata in seguito all'infezione causata dalla catena);
- una fotografia, utilizzata nel film Le cadute, dei fratelli Stephen e Timothy Quay, gemelli identici, animatori in stop-motion, una tecnica non così dissimile dalla ripresa accelerata.

Dal punto di vista estetico il riferimento esplicito è il pittore olandese Jan Vermeer, che infatti è l'ossessione di uno dei personaggi del film, Van Megeeren.

### Cast
Prima di scegliere Andréa Ferréol come protagonista femminile, Greenaway aveva pensato per quel ruolo a Isabelle Huppert e Hanna Schygulla. Al termine del film Andréa Ferréol si lamentò pubblicamente con il regista di averla utilizzata come "un oggetto di arredamento", negandole ogni capacità espressiva.

### Riprese
Questo film, che è stato girato nello zoo di Rotterdam, segna l'inizio del lungo e fruttuoso sodalizio artistico con il direttore della fotografia francese Sacha Vierny, storico collaboratore di Alain Resnais.

## Colonna sonora
La colonna sonora è del collaboratore abituale di Greenaway, Michael Nyman.
Le tracce:
- 1. Angelfish Decay
- 2. Car Crash
- 3. Time Lapse
- 4. Prawn Watching

- 5. Bisocosis Populi
- 6. Swan Root
- 7. Delft Waltz
- 8. Up for Crabs

- 9. Vermeer's Wife
- 10. Venus de Milo
- 11. Lady in the Red Hat
- 12. L'Escargot

## Titolo
Il titolo originale, A Zed & Two Noughts, "una zeta e due zeri", è una rappresentazione figurata del termine zoo, l'ambientazione principale del film, e richiama i nomi dei protagonisti (Oswald e Oliver).